# Sypka Warszawa
Sypka Warszawa – singel i teledysk Anny Marii Jopek wydany przez Discovery i Muzeum Powstania Warszawskiego celem uczczenia 65. rocznicy wybuchu powstania warszawskiego, jako część wspólnego projektu Warszawa 1944. Bitwa o Polskę. Muzykę do słów Białoszewskiego z  Pamiętnika z powstania warszawskiego skomponował Marcin Pospieszalski. Piosenkę na swojej płycie śpiewa też sam Pospieszalski.

## Teledysk
- reżyseria – Adrian Panek
- zdjęcia – Bartosz Piotrowski
- produkcja – Timecode
- producent – Tomasz Dławichowski
- wydawca – 4music

Teledysk miał premierę o godzinie 17.00 1 sierpnia 2009 na kanale Discovery Historia. Otrzymał nominację do Camerimage 2009 w Konkursie Wideoklipów.